# Djuna Barnes
Djuna Barnes, ameriška pesnica, pisateljica in novinarka,  * 12. junij 1892, Cornwall-on-Hudson, New York, ZDA, †19. junij 1982, New York, ZDA.  
Djuna Barnes je ustvarjala v prvi polovici 20. stoletja. Je avtorica številnih romanov, pesmi in dram.  Njeno najbolj znano delo je Nočni gozd (Nightwood, 1936).

## Življenje
Djuna Barnes se je rodila v brunarici na Storm King Mountain, blizu Cornwall-on-Hudson, država New York. Njena babica z očetove strani Zadel Barnes je bila pisateljica, novinarka in feministična aktivistka. Njen oče Wald Barnes je bil neuspešen skladatelj, novinar, glasbenik in slikar. Bil je zagovornik poligamije. Z Djunino materjo Elizabeth se je poročil leta 1889, njegova ljubica Fanny Clark pa se je k njim preselila leta 1897, ko je bila Barnes stara 5 let. Imeli so 8 otrok, ki jih Wald ni finančno podpiral. Babica Zadel, ki je bila prepričana, da je bil njen sin nerazumljen umetniški genij, se je trudila skrbeti za celotno družino s skromnim dohodkom. 
Kot drugi najstarejši otrok je Djuna v svojem otroštvu veliko pomagala skrbeti za brate, polbrate, sestre in polsestre. Šolala se je doma, pri čemer sta večinoma sodelovala njena babica in oče, ki sta jo učila pisanja, umetnosti in glasbe ter zanemarila predmete, kot sta matematika in pravopis. Trdila je, da ni bila nikoli formalno šolana, vendar nekateri dokazi nakazujejo, da je bila dolgo časa po 10. letu starosti vpisana v javno šolo, a ni hodila redno.
Možno je, da je bila pri 16. letih posiljena, bodisi je to storil soseda s soglasjem njenega očeta bodisi oče sam. Teh domnev ni nikoli potrdila ali ovrgla, svoje avtobiografije pa ni uspela dokončati. Znano je, da sta si Djuna in njen oče še naprej izmenjavala topla pisma do njegove smrti leta 1934. Barnes posredno omenja posilstvo v svojem prvem romanu Ryder (1928) in bolj neposredno v svoji zadnji drami The Antiphon (1958). Eksplicitne spolne omembe v pismih z njeno babico, s katero si je več let delila posteljo, nakazujejo incest, vendar Zadel (ki je bila ob izidu knjige The Antiphon že 40 let mrtva) v tej drami ni obtožena ničesar. Malo pred njenim 18. rojstnim dnevom se je Barnes na zasebnem obredu neprostovoljno »poročila« z bratom Fanny Clark Percyjem Faulknerjem, ki je bil star 52 let. Poroko so podpirali njen oče, babica, mati in brat, a je z njim ostala le 2 meseca.
Leta 1912 se je zaradi finančne stiske Barnesina družina razšla. Mati Elizabeth se je z Djuno in njenimi tremi brati preselila v mesto New York in vložila zahtevo za ločitev, kar je Walda spodbudilo k poroki s Fanny Clark. Selitev je Barnesovi podala priložnost za formalen študij umetnosti. Na Pratt Institute je hodila šest mesecev, od leta 1912 do 1913, in na Art Student's League of New York od leta 1915 do 1916, vendar je zaradi potrebe po skrbi za družino kmalu morala opustiti šolanje. Zaposlila se je kot novinarka pri Brooklyn Daily Eagle.
Naslednjih nekaj let so bila njena dela prisotna v skoraj vseh časopisih v New Yorku, vključno z New York Press, The World in McCall's. Pisala je intervjuje, posebne prispevke, dramske kritike in veliko novic, ki jih je pogosto ilustrirala z lastnimi risbami. Objavljala je tudi kratko leposlovje v nedeljski prilogi New York Morning Telegraph ter v reviji All-Story Cavalier Weekly.
Veliko Djuninega novinarstva je bilo subjektivnega in eksperimentalnega. Podala se je v tvegane položaje z namenom, da bi doživela izkušnje, za katere je bila prejšnja generacija žensk prikrajšana. Leta 1915 se je Barnes iz družinskega stanovanja preselila v Greenwich Village, kjer se je pridružila boemski skupnosti umetnikov in pisateljev. Bila je del kolektiva Provincetown Players, ki je dajal veliko poudarka na umetniški uspeh, kar se je skladalo z njenimi načeli. Tri njene enodejanke so bile uprizorjene v gledališču Players Theatre leta 1919 in 1920.
Leta 1921 je Barnes prvič potovala v Paris, ki je bil takrat središče modernizma v umetnosti in literaturi. Po zadolžitvi časopisa McCall's je intervjuvala izseljence za periodične publikacije ZDA, s čimer je kmalu postala poznana oseba na lokalni sceni.
Zelo pomembna zveza njenih pariških let je bila zveza s Thelmo Wood. Od zime leta 1922 sta imeli skupno gospodinjstvo v stanovanju na Boulevard Saint-German. Thelmi je posvetila deli Ryder in Damski almanah (Ladies Almanack), vendar sta se leta 1928, ko sta knjigi izšli, razšli. Barnes je želela, da bi bila njuna zveza monogamna, a je ugotovila, da si jo je Wood želela »skupaj s preostalim svetom.« Thelma Wood je bila vedno bolj zasvojena z alkoholom in je svoje noči preživljala s popivanjem in iskanjem spolnih partnerjev.
Večino svojega najboljšega dela Nočni gozd (Nightwood) je Djuna napisala med leti 1932 in 1933. Takrat je bivala v Hayford Hall, ki jo je najemala mecenka Peggy Guggenheim, na katero se je zanašala tudi po finančnem neuspehu knjige. Objavljala je zelo malo novinarskih člankov. Pogosto je bila bolna in se vedno bolj zanašala na alkohol. Leta 1939 je v hotelu v Londonu poskušala narediti samomor. Guggenheim je plačevala njene obiske bolnišnic in zdravnikov, a jo na koncu poslala nazaj v New York, kjer si je delila sobo z materjo. Marca 1940 jo je družina poslala v sanatorij na severnem delu New Yorka. Barnes je v jezi začela načrtovati biografijo svoje družine. Ta zamisel se je kasneje uresničila v drami The Antiphon. Po vrnitvi v mesto New York se je prepirala s svojo materjo in bila vržena na cesto.
Nekaj časa je preživela v stanovanju Thelme Wood, ko je ni bilo v mestu, nato je dva meseca preživela na ranču v Arizoni z Emily Coleman. Po vrnitvi v New York se je preselila v majhno stanovanje v Greenwich Village, kjer je preživela zadnjih 41 let svojega življenja. Nadaljevala je s popivanjem in ni skoraj nič napisala.
Leta 1950 je prenehala s pitjem alkohola z namenom, da začne pisati The Antiphon. Zatem se je vrnila k poeziji in napisala okoli 500 osnutkov. Kljub zdravstvenim težavam je pisala 8 ur na dan. V tem času je postala znana kot samotarka in ni zaupala nikomur, ki ga ni dobro poznala. Barnes je bila zadnja članica prve generacije modernistov, ki so pisali v angleškem jeziku. Umrla je v svojem domu 18. junija leta 1982, šest dni po svojem 90. rojstnem dnevu.

## Delo
Djuna Barnes je po selitvi v mesto New York leta 1912 začela delati kot novinarka. Pisala in ilustrirala je za mnoge različne časopisne hiše v New Yorku. Posthumno so izšle zbirke njenih člankov in intervjujev. Po selitvi v Pariz je opustila novinarstvo in začela ustvarjati. Največ literarnih del je ustvarila v 20-ih in 30-ih letih prejšnjega stoletja med bivanjem v Parizu, na Dunaju in drugod po Evropi.
Večina njenih del ima močne avtobiografske poteze. »Barnesova si ne bi mogla izmisliti zgodbe, ki bi bila bolj prepričljiva ali bizarna, kot je bilo njeno življenje,« leta 1995 zapiše Herring v njeni biografiji. Roman Ryder opisuje njeno mladost, Nočni gozd (Nightwood) njeno osemletno zvezo s Thelmo Wood, The Antiphon pa naj bi bilo njeno soočenje z družino glede vseh krivic, ki so jo doletele zaradi njih. Vendar je Djuna zelo cenila zasebnost in v času svojega življenja ni dovolila napisati svoje biografije. Nekoč je literarni raziskovalki, ki je želela izvedeti kaj o njenem življenju v času pisanja Nočnega gozda (Nightwood), pred nosom zaloputnila vrata. Bila je mnenja, da morajo njena dela obstajati sama, ločeno od okoliščin, v katerih so bila napisana in da smejo le takšna biti obravnavana s strani literarnih teoretikov. 
Ustvarjala je v času modernizma, ne pa nujno tudi v tem slogu. Miklavž Komelj zapiše, da ostaja njena pisava neberljiva, če beročim ne spremeni koordinat branja. Njena dela niso bila sprejeta za svoja niti s strani »centra« (sprejema le heteroseksualnost), niti z »obrobja« (feministično-lezbična gibanja). Prvi so kritizirali že samo vsebino, drugi pa način dojemanja in prikazovanja lezbičnosti v njenih delih. Barnesova svojih likov ni postavljala za junakinje, orodja ženske emancipacije in borke za sprejetje homoseksualnosti. Njihovih težav ni pripisovala želji poistovetenja z identiteto, ki s strani družbe ni bila priznana. V ospredje je postavljala dinamiko odnosa med partnerkama, pogost element njenih del je tudi erotika med ženskama. Njen pristop k pisanju o ljubezni med ženskami ni sledil priznanim formam. V nasprotju s sprejetima modeloma romantičnih prijateljic in ženske, ujete v moško telo, je uporabljala predvsem dekadenčni slog. Njena dela ne služijo ideji, temveč iskreno predstavljajo življenje, in sicer v vseh pogledih, ne skozi filter enega sporočila.
Djuna Barnes je nasprotovala označevanju – slogovnemu označevanju njenih del tako kot označevanju njene identitete. Nikoli se ni opredelila kot lezbijka ali heteroseksualka, a ne zaradi strahu pred stigmatizacijo – njena ljubezen preprosto ni razločevala spola. Njena znana izjava je: »I’m not a lesbian, I just loved Thelma.« Prav tako se ni dopustila označiti kot pisateljico lezbične literature. Ni želela, da bi njena dela služila nekim politično-družbenim ciljem, temveč da so obravnavana kot literarna dela s širšo vsebino kot le lezbičnost.
Poleg vsebinskih razlik med tedanjimi umetnostnimi smermi in Djuninim ustvarjanjem je opazno odstopanje od sodobnikov tudi v njenem slogu pisanja in slikanja. Pogosto se vrača k starejšim slogom, a iz njih ustvari povsem nov način izražanja. Kritiki pogosto zapišejo, da imajo njena literarna dela (tudi proza) čudovit ritem. Večina njenih del je verzificiranih. Djuna Barnes ni zelo prepoznana avtorica. Po velikem uspehu izdaje Nočnega gozda (Nightwood) je dosegla precejšnjo prepoznavnost in bila primerjana z Jamesom Joycem. Njena druga dela so manj znana.

## Povezave s sodobniki
Djuna Barnes je prijateljevala z mnogimi drugimi umetniki svojega časa. Nekoč je bila primerjana s svojim prijateljem Jamesom Joycem. Njen urednik za Nočni gozd (Nightwood, 1936) T. S. Eliot je napisal tudi spremno besedo k ameriški izdaji te knjige. V Damskem almanahu (Ladies Almanack, 1928) satirično opisuje feministični krožek Natalie Clifford Barney.  Peggy Guggenheim je bila njena prijateljica in jo je tudi finančno podpirala. Njena dela so vplivala na sodobnike in na mlajše pisatelje, med njimi so Virginia Woolf, Bertha Harris in Anais Nin.

## Dela Djune Barnes

### Prevedena v slovenščino
- Damski almanah (Ladies Almanack, 1928; prevod 2009, Urška Sterle)
- Ni spola v očesu fosila : izbrana poezija (2018, Miklavž Komelj)
- Nočni gozd (Nightwood, 1936; prevod 2002, Filip Robar-Dorin)

Prevedeni odlomki nekaterih njenih del so bili objavljeni v slovenski literarni reviji Literatura in v reviji Kino!: 
- Antifona (odlomek iz tretjega dejanja)
- Kasacija
- Iz Knjige odbijajočih žensk
- Pesmi
- Peganjana divjad (tudi Preganjana divjad)
- Žirafa

### Zbirke kratkih zgodb
- Vagaries Malicieux (1922)
- A Book (1923)
- Among the Horses (1929) – razširjena verzija A Book Spillway (1962)
- Smoke and Other Early Stories (1982, uredil Douglas Messerli)

### Romani
- Ladies Almanack (1928)
- Nightwood (1936)
- Ryder (1928)

### Zbirke pesmi
- Creatures in an Alphabet (1982)

### Druga dela
- The Book of Repulsive Women (1915)
- The Antiphon (1958) – drama v verzih
- Greenwich Village as It Is (1978, uredil Robert A. Wilson)
- Interviews (1985, uredila Alyce Berry)
- New York (1989, uredila Alyce Berry)